# Будзіслав (Радзейовський повіт)
Будзіслав (пол. Budzisław) — село в Польщі, у гміні Битонь Радзейовського повіту Куявсько-Поморського воєводства.
Населення — 151 особа (2011).
У 1975-1998 роках село належало до Влоцлавського воєводства.

## Демографія
Демографічна структура станом на 31 березня 2011 року:
|          | Загалом | Допрацездатний вік | Працездатний вік | Постпрацездатний вік |
| -------- | ------- | ------------------ | ---------------- | -------------------- |
| Чоловіки | 77      | 15                 | 53               | 9                    |
| Жінки    | 74      | 16                 | 41               | 17                   |
| Разом    | 151     | 31                 | 94               | 26                   |